# ホセ・オルティス・ベルナル
ホセ・オルティス・ベルナル（José Ortiz Bernal, 1977年8月4日 - ）は、スペイン・アルメリア出身のサッカー選手。ポジションはFW・MF。かつてはリーガ・エスパニョーラ、UDアルメリア所属していた。

## 経歴
2006-07シーズン、UDアルメリアのキャプテンとして10得点し、プリメーラ昇格に貢献。
2007-08シーズンは、主に途中出場ながら24試合に出場した。
2008-09シーズンもやはり途中出場が中心で、26試合に出場した。

## トリビア
2007-08シーズン及び2008-2009シーズン、UDアルメリアにはホセ・マヌエル・ヒメネス・オルティス（2006-2009）、フアン・マヌエル・オルティス（2007-）、そしてホセ・オルティス・ベルナル（2000-）と「オルティス」の姓を持つ選手が3人在籍した。

## 所属クラブ
- 1990-1997  サピージョ・アトレティコ
- 1997-1998  CDロケタス
- 1998-1999  アルメリアCF
- 1999-2000  ラヴェンナ・カルチョ
- 2000-2012  UDアルメリア